# 오데사 국제 영화제

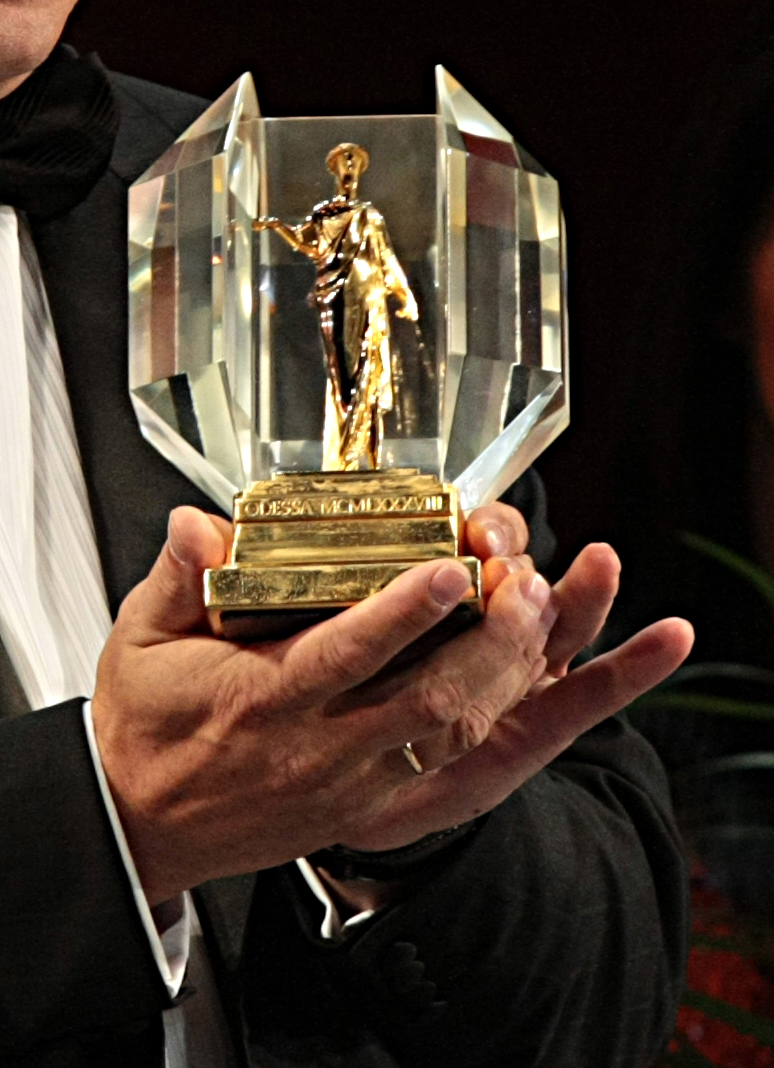
골든 듀크상 트로피

오데사 국제 영화제(우크라이나어: Одéський міжнарóдний кінофестивáль, 영어: Odessa International Film Festival)는 우크라이나의 국제 영화제이다. 매년 7월 중순 오데사에서 개최된다. 초대 영화제는 2010년 7월 16일~24일에 개최됐다. 생긴 지는 얼마 안 됐으나 동유럽의 주요 영화제가 되는 것을 목표로 하고 있다.